# Desmopsis erythrocarpa
Desmopsis erythrocarpa Lundell – gatunek rośliny z rodziny flaszowcowatych (Annonaceae Juss.). Występuje naturalnie w Gwatemali oraz Belize. 

## Morfologia
PokrójZimozielone drzewo lub krzew dorastające do 3–6 m wysokości.
LiścieMają eliptyczny kształt. Mierzą 4,5–22,5 cm długości oraz 1,5–7,4 cm szerokości. Nasada liścia jest klinowa. Liść na brzegu jest całobrzegi. Wierzchołek jest ogoniasty lub spiczasty. Ogonek liściowy jest owłosiony i dorasta do 2–8 mm długości.
KwiatyZebrane po 4 w pęczki. Rozwijają się w kątach pędów. Działki kielicha mają trójkątny kształt i dorastają do 9–12 mm długości. Płatki mają trójkątny kształt i osiągają do 36–47 mm długości. Kwiaty mają 50 pręcików i 10–15 słupków.
OwocePojedyncze. Mają kształt od elipsoidalnego do kulistego. Osiągają 9–15 mm długości.

## Biologia i ekologia
Rośnie w lasach. Występuje na terenach nizinnych.